# 蒲原腔吻鳕
蒲原腔吻鳕（学名：Coelorhynchus kamoharai）为长尾鳕科腔吻鳕属的鱼类。分布于仅见于日本南部骏河湾以南到琉球群岛等海域以及东海东南部及台湾东部及东南部等海区等，属于太平洋西北部水深约200-400米的深海底层鱼类。该物种的模式产地在Kumano-Nada。